# Portão de Brandemburgo
O Portão de Brandemburgo (em alemão: Brandenburger Tor de) é um monumento neoclássico do século XVIII localizado em Berlim. Um dos marcos mais conhecidos da Alemanha, foi erguido no local de um antigo portão que marcava o início da estrada de Berlim a Brandenburg an der Havel, antiga capital do Margraviato de Brandemburgo. A construção atual foi erguida entre 1788 e 1791 por ordem do rei Frederico Guilherme II, baseada em desenhos do arquiteto real Carl Gotthard Langhans. A escultura de bronze da quadriga no topo do portão é obra do escultor Johann Gottfried Schadow.
O Portão de Brandemburgo situa-se na parte oeste do centro da cidade, no distrito de Mitte, na junção da Unter den Linden com a Ebertstraße. O portão domina a Pariser Platz ao leste, enquanto, imediatamente a oeste, se abre para a Platz des 18. März, de onde começa a Straße des 17. Juni. A um quarteirão ao norte fica o Reichstag, sede do Parlamento alemão (Bundestag), e mais a oeste está o parque urbano Tiergarten. O portão também constitui a entrada monumental para a Unter den Linden, que conduz diretamente ao antigo Palácio da Cidade de Berlim dos monarcas prussianos (agora abrigando o museu Humboldt Forum) e à Catedral de Berlim.
Ao longo de sua existência, o Portão de Brandemburgo foi frequentemente palco de grandes eventos históricos. Após a Segunda Guerra Mundial e durante a Guerra Fria, até a queda em 1989, ele foi bloqueado pelo Muro de Berlim e serviu por quase três décadas como um marcador da divisão da cidade. Desde a Reunificação da Alemanha em 1990, é considerado não apenas símbolo das histórias tumultuadas da Alemanha e da Europa, mas também da unidade e da paz europeias.

## Descrição

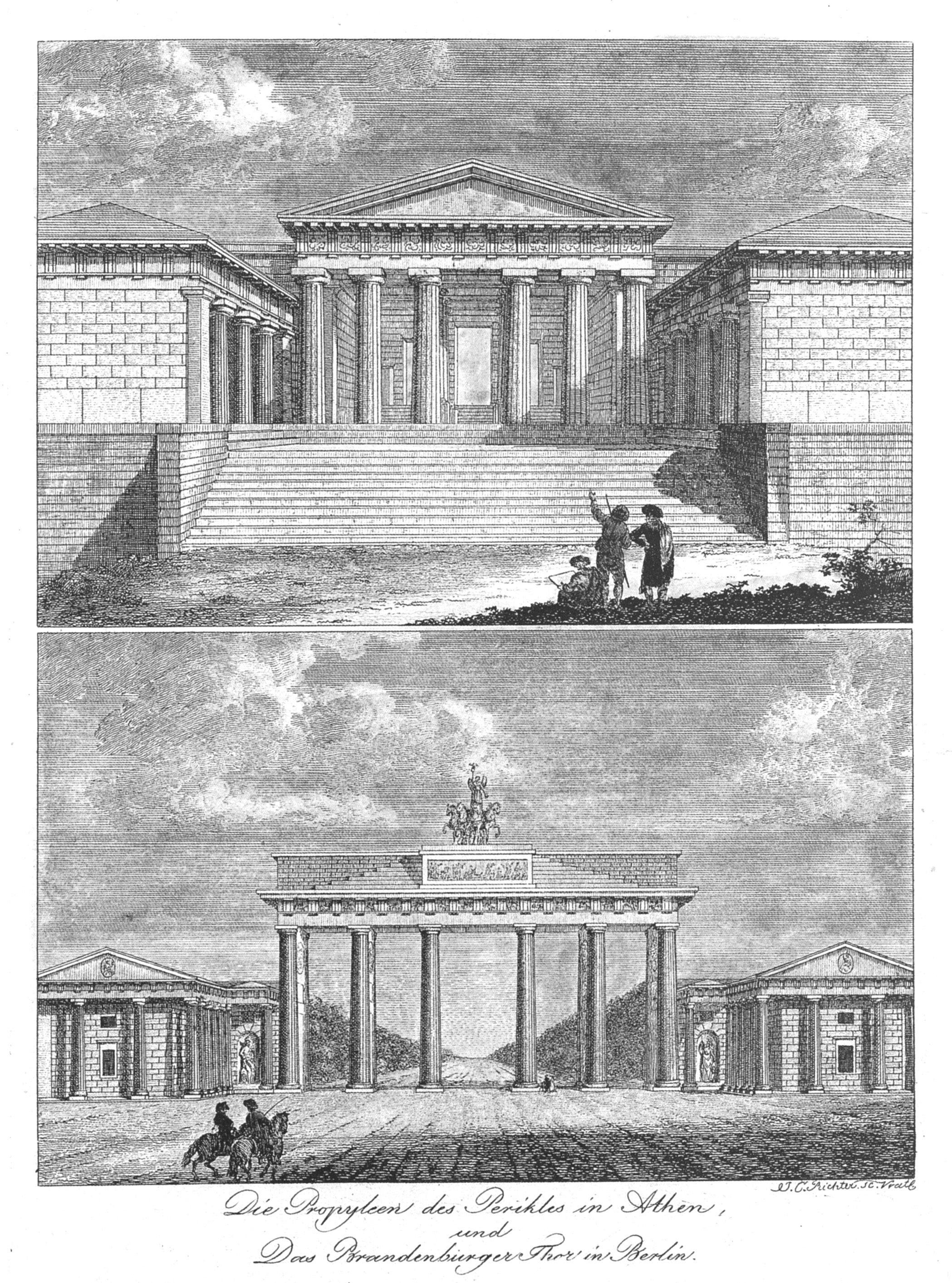
Uma gravura do início do século XIX comparando o recém-construído Portão de Brandemburgo a (uma restauração imaginada de) seu modelo histórico: o Propileu da Acrópole de Atenas

A parte central do portão inspira-se na tradição dos arcos de triunfo romanos, embora, em estilo, seja um dos primeiros exemplos de revival grego na Alemanha. O portão é sustentado por doze colunas dóricas com caneluras, seis de cada lado, formando cinco passagens. Há também paredes entre os pares de colunas na frente e atrás, decoradas com relevos em estilo clássico dos Trabalhos de Hércules. Originalmente, apenas as duas passagens externas de cada lado podiam ser usadas pelos cidadãos. O design baseia-se no Propileu, o portal de entrada da Acrópole de Atenas, que também tinha uma fachada com seis colunas dóricas, embora fossem encimadas por um frontão triangular.
A parte central é ladeada por alas em forma de “L” em cada lado, em menor altura, mas usando a mesma ordem dórica. Junto e em paralelo ao portão, essas alas são como "estoas" abertas, mas as laterais mais longas, que se estendem além do lado leste, abrigam edificações recuadas das colunas, chamadas de “casas de alfândega” (do Muro Aduaneiro de Berlim, em vigor até 1860) ou “guaritas”.
A ordem dórica do portão segue em grande parte — mas não inteiramente — os precedentes gregos, que haviam sido recentemente mais bem compreendidos pela publicação de registros ilustrados meticulosos. O dórico grego não possui bases nas colunas, e as caneluras aqui seguem o estilo grego para as colunas jônicas e coríntias, com filetes planos em vez de arestas vivas entre as caneluras e extremidades arredondadas no topo e na base das caneluras. O entablamento até a cimalha segue o modelo grego, com tríglifos, gotas, métopas e mútulos, exceto por haver meias-métopas nos cantos, a solução romana, e não grega, para o “conflito de canto dórico”. As 16 métopas ao longo de cada lado maior exibem relevos de cenas da mitologia grega; muitas ecoam o Partenon ao mostrar centauros lutando contra homens. Estátuas em nichos na parede lateral mais distante, representando “Minerva” e “Marte”, foram adicionadas no século XIX.
Depois de um andar superior em estilo ático que é simples, exceto por largos degraus laterais recuando em ambas as direções, levando, no lado leste apenas, a um grande relevo alegórico chamado “Triunfo da Paz”, com figuras em sua maioria femininas e infantis, vem uma segunda cimalha, com seção central em projeção. Acima disso há um grupo escultórico “em bronze” de Johann Gottfried Schadow representando uma quadriga — uma carruagem puxada por quatro cavalos — conduzida por uma deusa. Inicialmente, pretendia-se representar Irene, deusa grega da paz, mas, após as Guerras Napoleônicas, foi rebatizada como Vitória, deusa romana da vitória, e recebeu um estandarte com uma Cruz de Ferro e, no topo, uma águia imperial coroada, em vez de um luva de louros. Essa escultura está voltada para o centro da cidade. É o primeiro grupo de quadriga feito desde a Antiguidade, forjado em chapas de cobre marteladas em moldes; felizmente, esses moldes foram guardados, sendo utilizados mais de uma vez para renovar a escultura.
As alas laterais têm métopas lisas e telhados com inclinação simples, terminando em frontões triangulares com um pequeno relevo circular no tímpano.

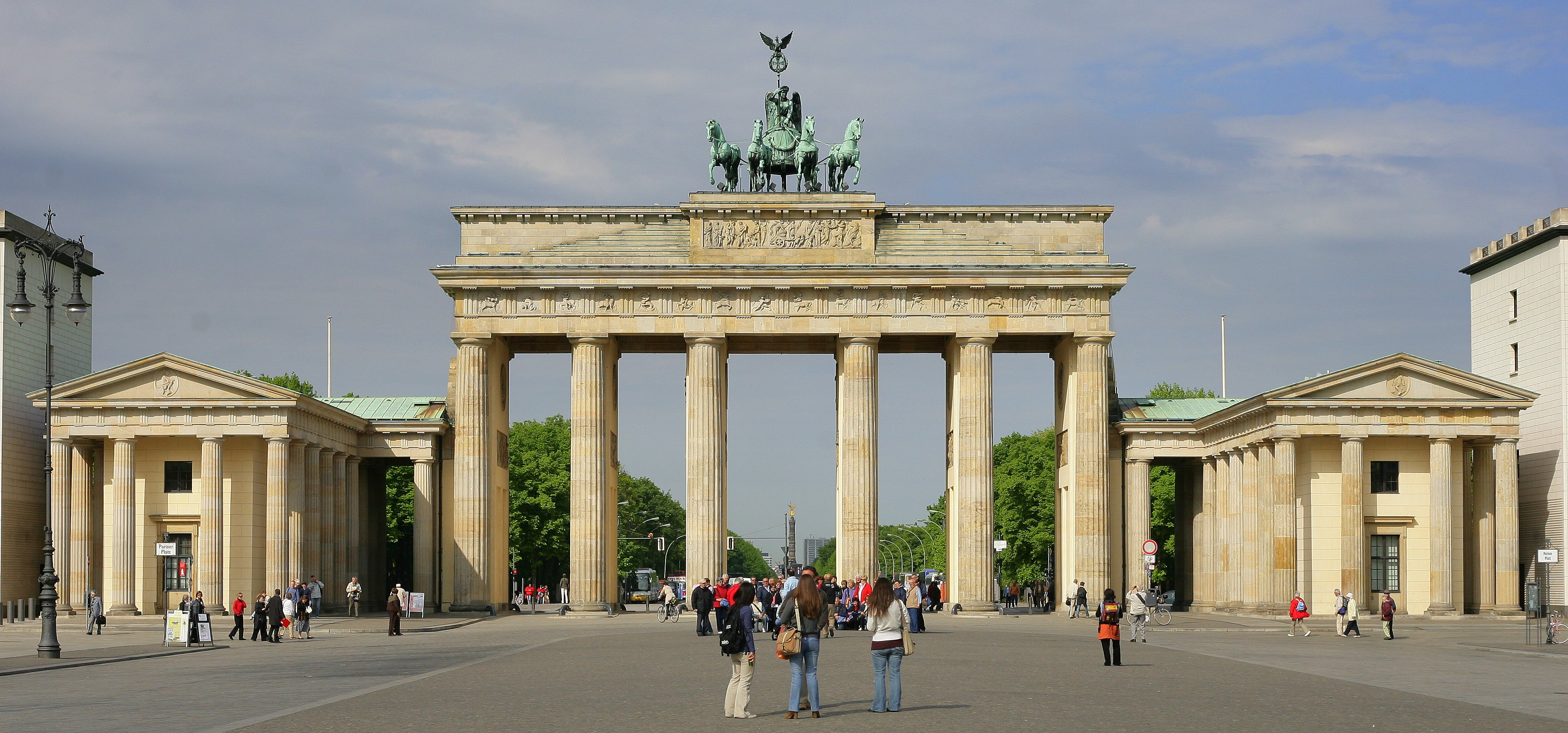
Vista frontal com a Pariser Platz olhando para oeste em direção à Straße des 17. Juni
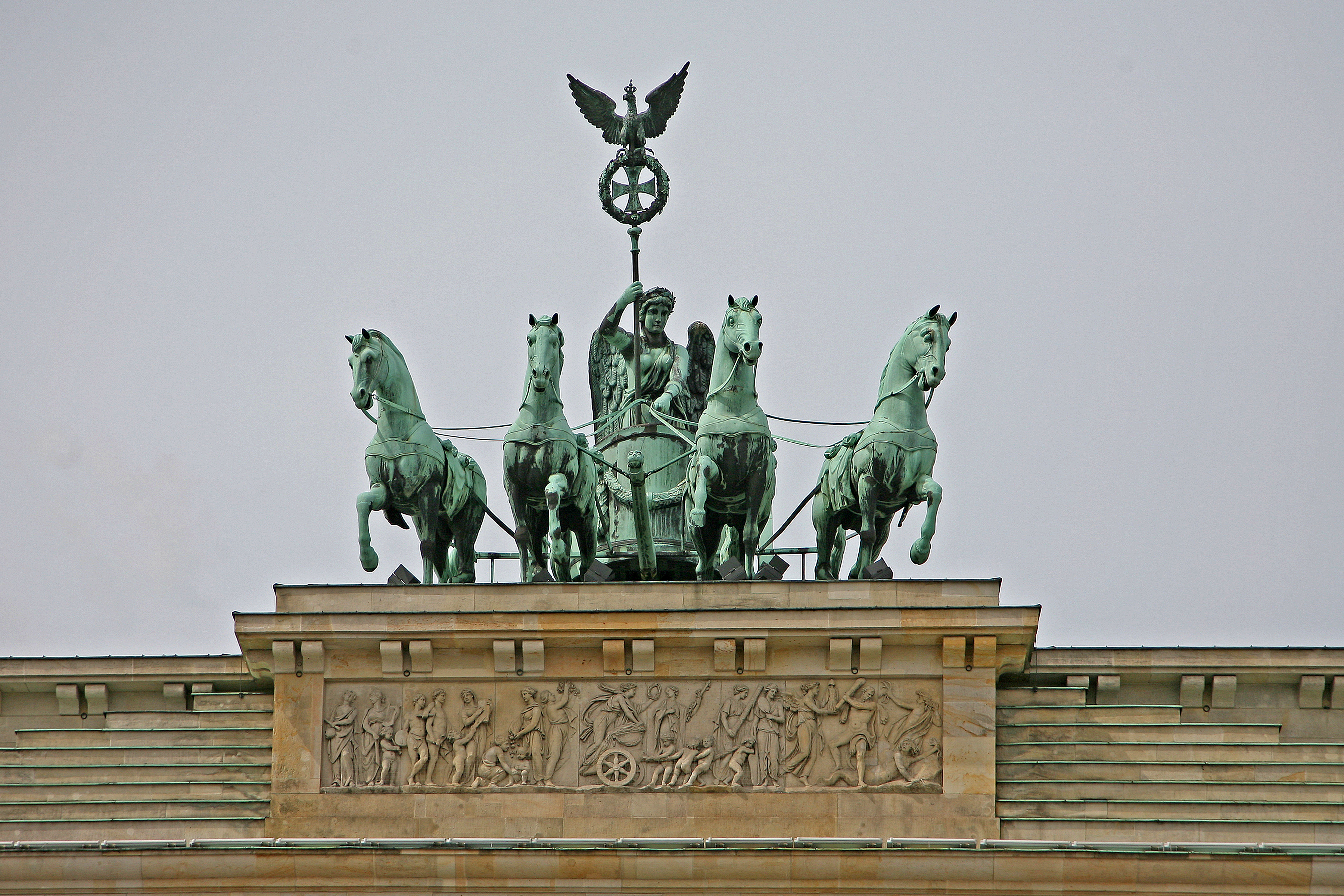
A quadriga e relevos em baixo-relevo
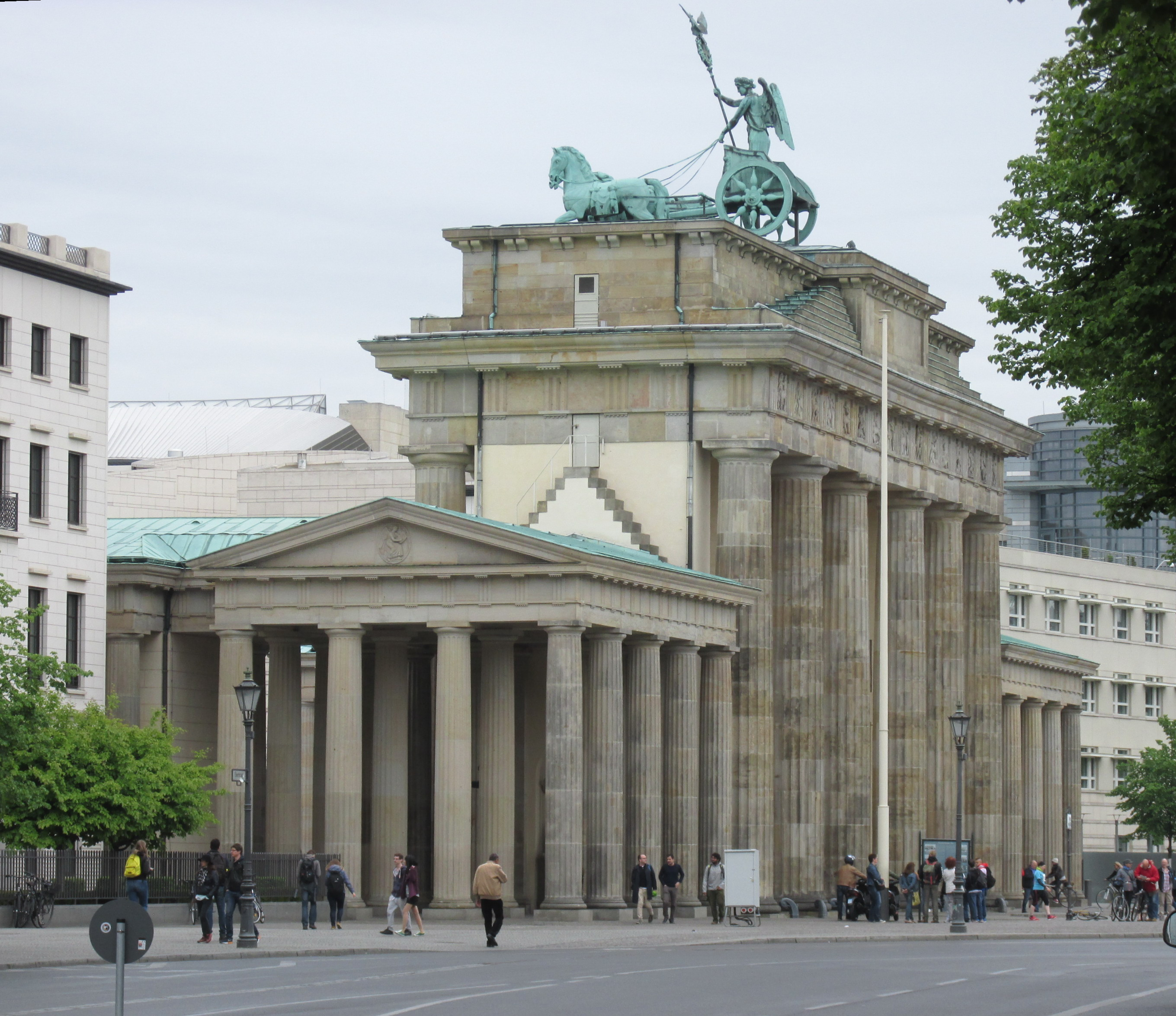
Visão lateral, mostrando uma das estoas nas laterais do portão

## História

### Portões anteriores

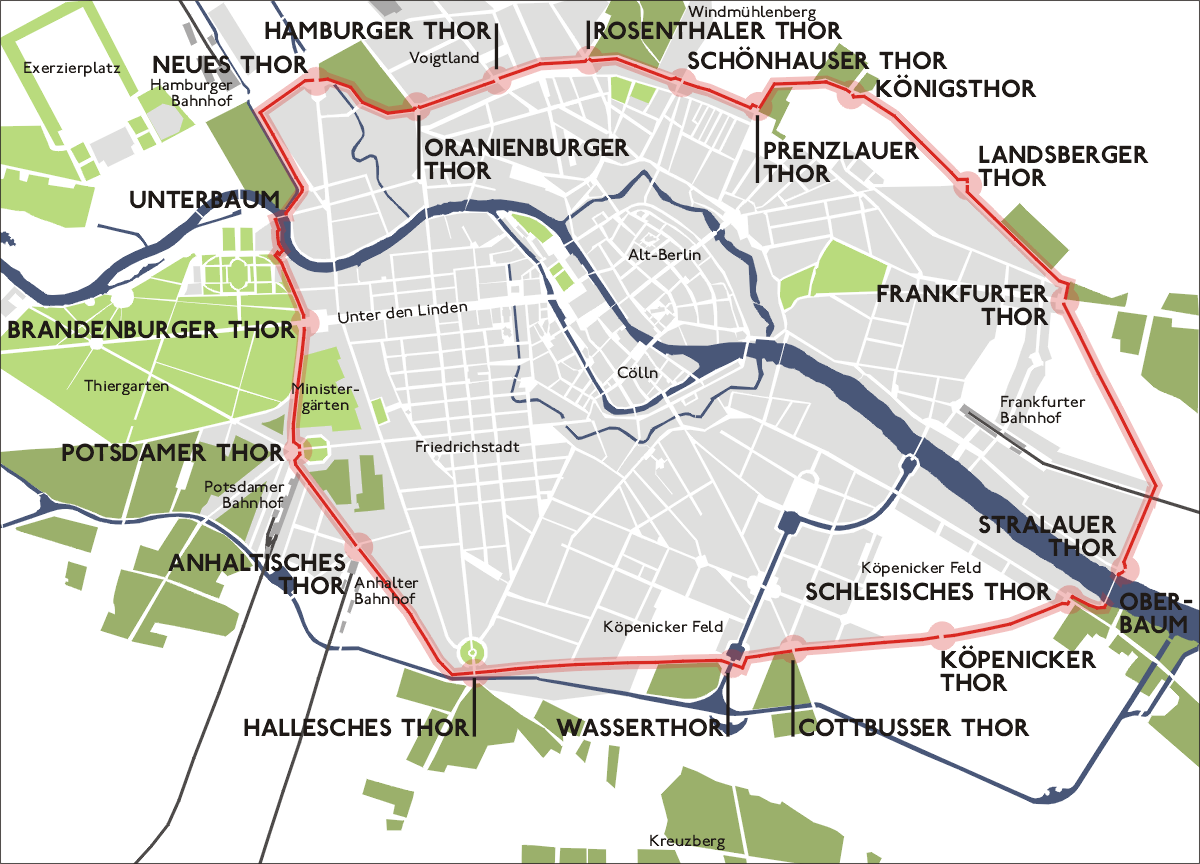
O Muro Aduaneiro de Berlim com seus dezoito portões, cerca de 1855. O Brandenburger Thor (Portão de Brandemburgo) está à esquerda.

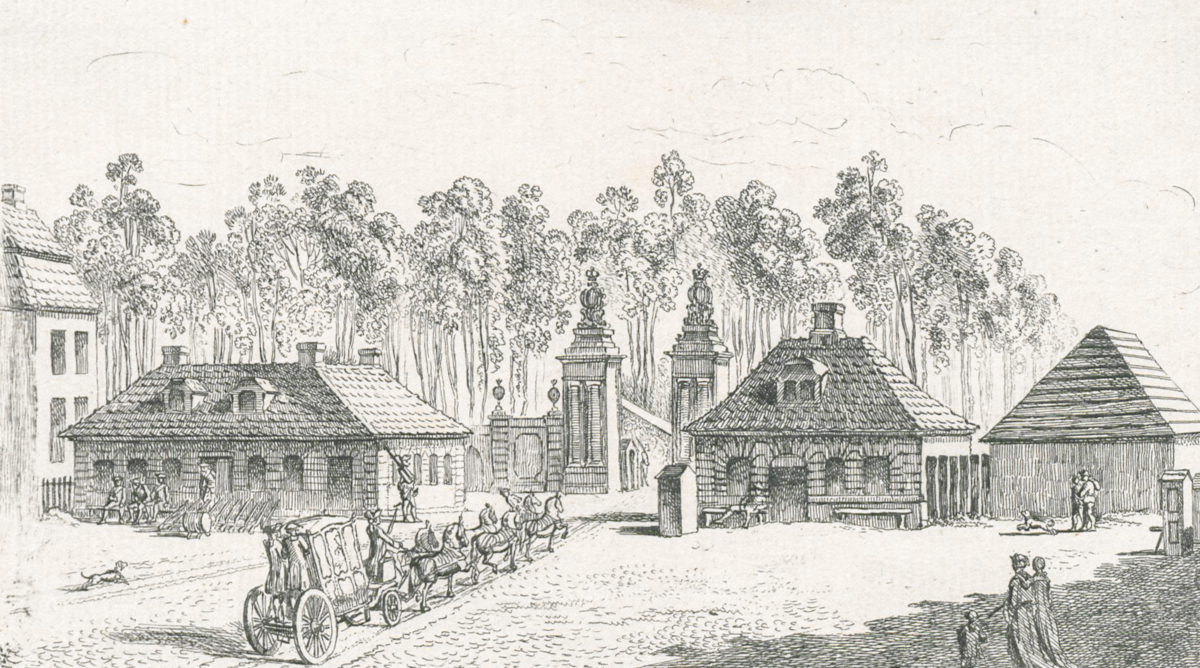
O antigo Portão de Brandemburgo em uma gravura de 1764, 30 anos antes de sua reconstrução neoclássica

No período do rei Frederico Guilherme I (1688), logo após a Guerra dos Trinta Anos e um século antes da construção do atual Portão de Brandemburgo, Berlim era uma pequena cidade murada, dentro de uma fortificação abaluartada, com vários portões nomeados: Spandauer Tor, St. Georgen Tor, Stralower Tor, Cöpenicker Tor, Neues Tor e Leipziger Tor (veja o mapa). A relativa paz, a política de tolerância religiosa e o status de capital do Reino da Prússia facilitaram o crescimento da cidade. Com a construção de Dorotheenstadt em torno de 1670 e sua inclusão nas fortificações de Berlim, foi construído um primeiro portão no local, aproximadamente no nível da atual Schadowstraße, consistindo em uma abertura no muro elevado e uma ponte levadiça sobre o fosso escavado.
Com a expansão de Dorotheenstadt para oeste e a construção do Muro Aduaneiro de Berlim (em alemão: Akzisemauer) em 1734, que cercava a antiga cidade fortificada e diversos subúrbios da época, um antecessor do portão atual foi erguido pelo arquiteto da corte Philipp Gerlach como um portão urbano na estrada para Brandenburg an der Havel. O sistema de portão consistia em dois pilares barrocos decorados com pilastras e troféus, aos quais se prendiam os portões. Além do portão decorativo, havia passagens simples para pedestres no muro, adornadas com vasos ornamentais nessa altura.

### Reconstrução do século XVIII
Frederico Guilherme II da Prússia contava pouco mais de 40 anos ao assumir o trono em 1786. Ele estava determinado a fazer de Berlim, sua capital, um centro cultural. As vitórias militares de seu tio Frederico, o Grande haviam transformado o Reino da Prússia em uma potência inegável na política europeia, mas Berlim carecia de monumentos e vida cultural à altura de Viena, Paris ou Londres. Os gostos de seu tio seguiam o padrão de sua geração, baseados no classicismo francês e no palladianismo inglês, e seu Portão de Brandemburgo em Potsdam (1770–71) era um monumento muito menor, em estilo intermediário entre o rococó e um neoclássico de influência romana.
Frederico Guilherme II convocou novos arquitetos alemães a Berlim, incluindo Carl Gotthard Langhans, vindo de Breslau (atual Wrocław, Polônia), que foi nomeado arquiteto-chefe da corte (“Oberhofbauampt”) em 1788. Embora ele já tivesse projetado muitos edifícios neoclássicos, este foi seu primeiro trabalho significativo no estilo grego e seu último grande projeto; em 1792, já elaborava um pequeno prédio neogótico para o Novo Jardim de Potsdam. O portão era o primeiro elemento de uma “nova Atenas às margens do Spree” concebida por Langhans.
O portão foi originalmente chamado em alemão: Friedenstor ou “Portão da Paz”; a vitória militar que ele celebrou havia sido muito completa, porém quase sem mortes, de modo que o nome parecia justificado. Frederico Guilherme II havia restaurado seu cunhado ao poder na Holanda. Mas a Revolução Francesa começou enquanto a construção prosseguia e, apenas alguns anos após ser finalizado, o portão foi afetado pela Revolução Batava, que exilou o casal real neerlandês em 1795, a primeira de muitas reviravoltas políticas que marcariam a história do portão.

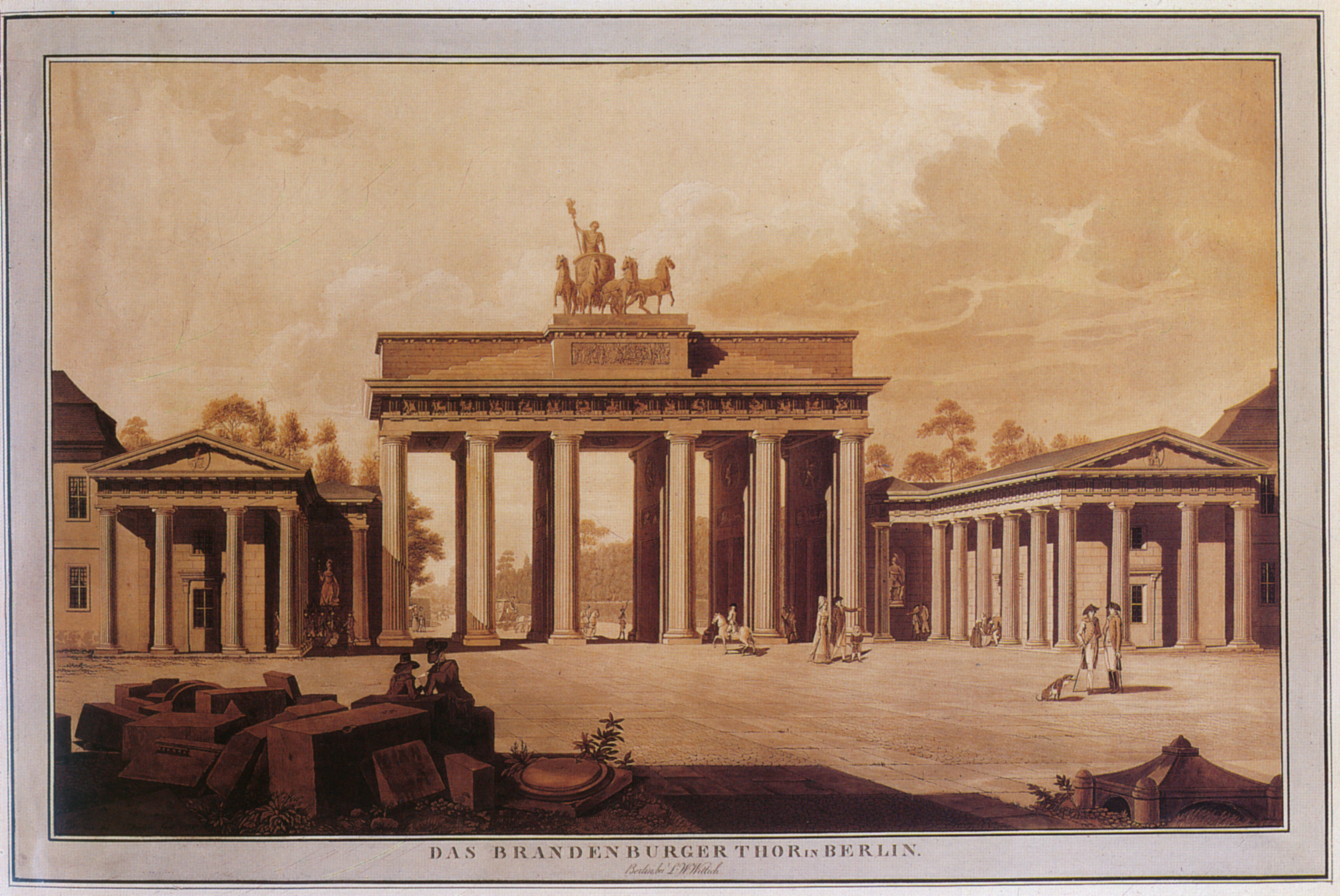
O novo (atual) Portão de Brandemburgo em 1796, após a reconstrução
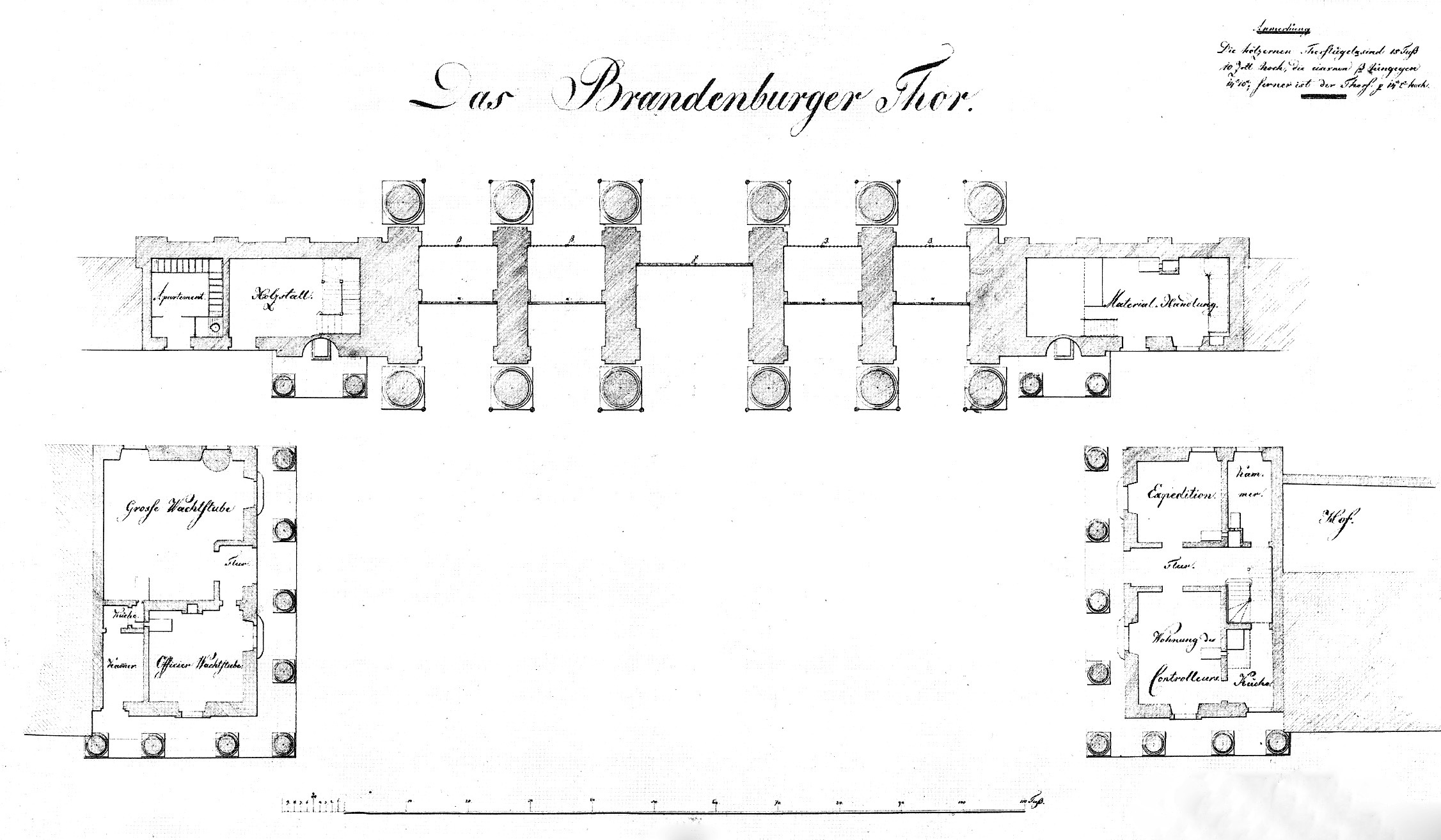
Planta baixa do Portão de Brandemburgo em seu estado original (reconstruído)
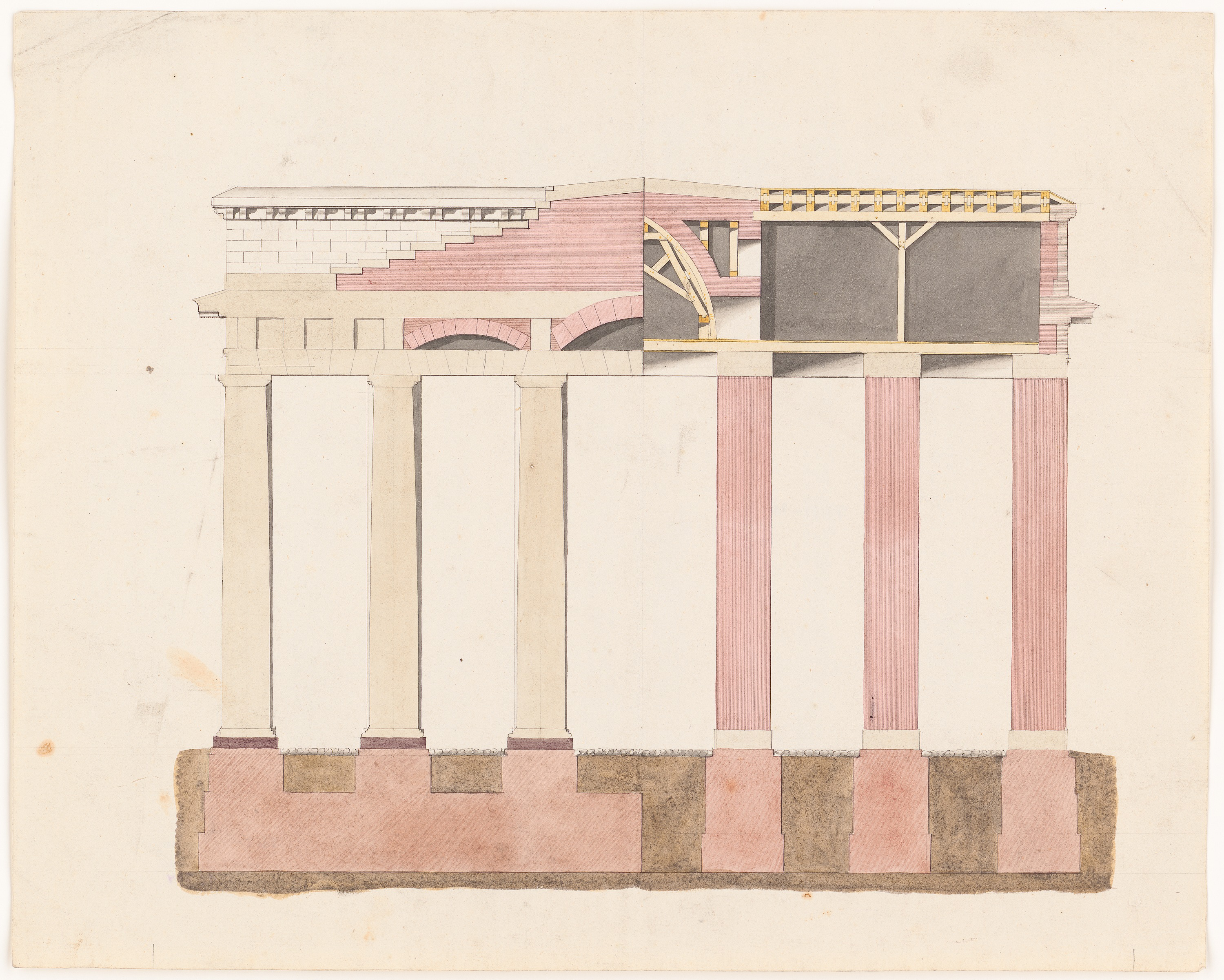
Sinopse de duas seções transversais do portão, por Carl Gotthard Langhans

### Séculos XIX e início do XX

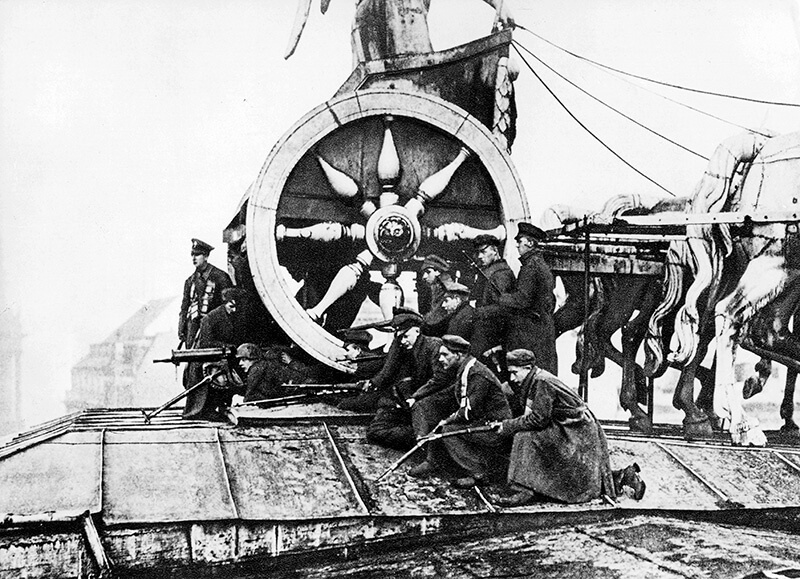
Soldados disparando em torno da quadriga durante o Levante Espartaquista, 7 de janeiro de 1919

O Portão de Brandemburgo desempenhou diferentes papéis políticos na história alemã. Após a derrota prussiana na Batalha de Jena–Auerstedt (1806), Napoleão foi o primeiro a utilizá-lo em uma procissão triunfal, levando sua quadriga a Paris. Após a derrota de Napoleão em 1814 e a ocupação de Paris pelos prussianos sob comando do general Ernst von Pfuel, a quadriga foi devolvida a Berlim. Então foi redesenhada por Karl Friedrich Schinkel para atender ao novo papel do Portão de Brandemburgo como um arco triunfal prussiano. A deusa, agora definitivamente Vitória, foi equipada com uma águia prussiana e uma Cruz de Ferro em seu estandarte envolto por folhas de carvalho.
A quadriga fica voltada para leste, como quando foi instalada em 1793. Somente a família real tinha permissão de passar pela passagem central, bem como os membros da família Pfuel, de 1814 a 1919. O Kaiser concedera essa honra à família em gratidão a Ernst von Pfuel, que supervisionara o retorno da quadriga ao topo do portão. Além disso, a passagem central também era usada pelas carruagens de embaixadores na única ocasião de apresentarem suas cartas credenciais ao conselho.

Depois de 1900, devido às intempéries e danos ambientais, pedaços maiores e menores de pedra começaram a cair do portão. Em 1913, iniciou-se uma grande reforma, que precisou ser interrompida pela Primeira Guerra Mundial e só se completou em 1926. Enquanto isso, os eventos da Revolução de Novembro haviam causado mais estragos, sobretudo na quadriga. O portão foi usado como posição de tiro pelas tropas governamentais tanto no Levante Espartaquista de janeiro de 1919 quanto no Kapp Putsch em março de 1920. A restauração foi feita no local, sob direção de Kurt Kluge. Para isso, a quadriga foi coberta por uma estrutura de madeira, apelidada pelos berlinenses de “o estábulo de cavalos mais alto de Berlim”, mas, desse modo, o trabalho prosseguiu ao abrigo, sem demora. Os inúmeros relevos de arenito foram restaurados e parcialmente renovados sob a direção artística de Wilhelm Wandschneider, que remodelou uma das métopas de centauros com outro motivo.

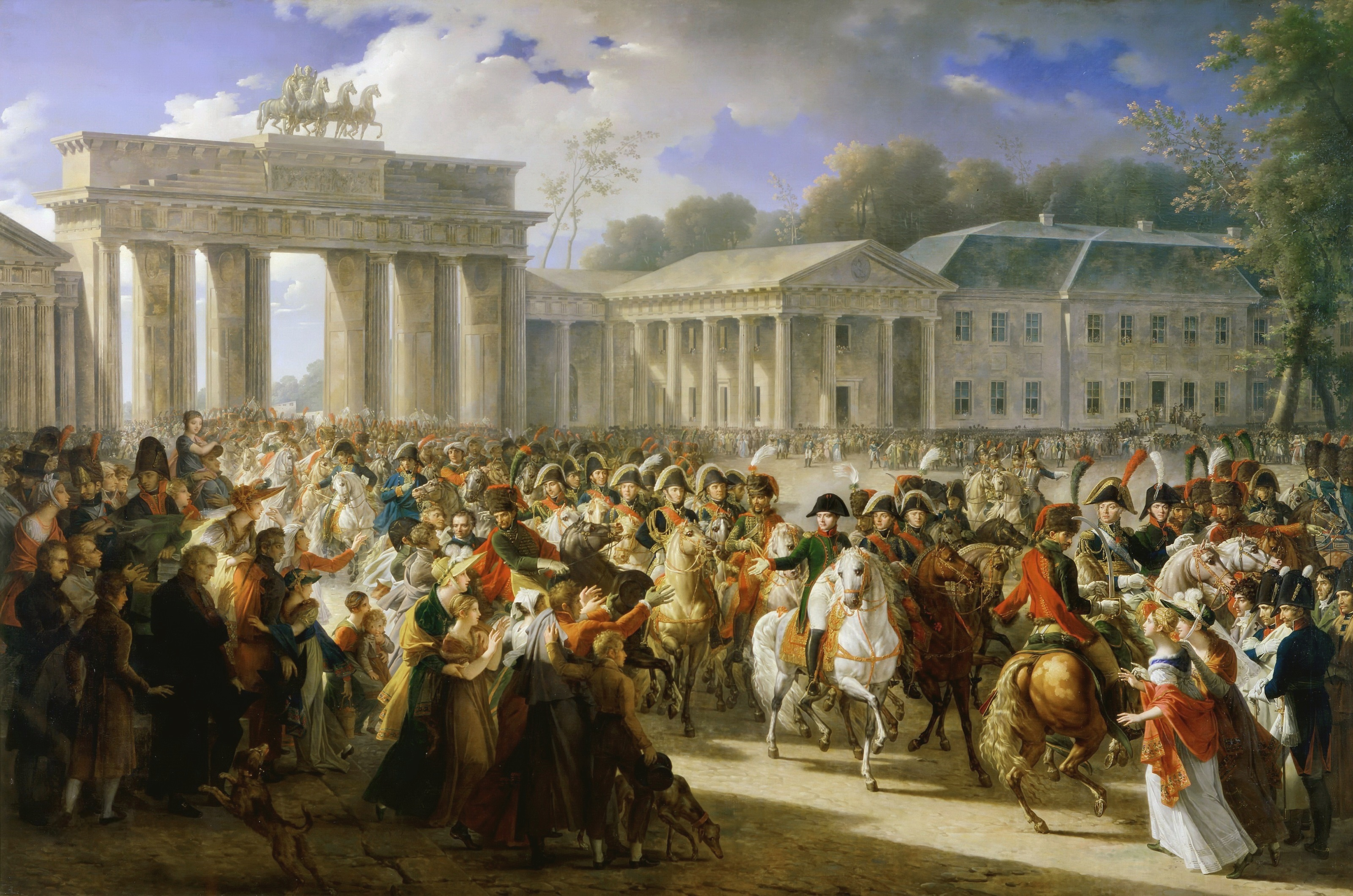
Entrada de Napoleão em Berlim em 1806, após a Batalha de Jena–Auerstedt, por Charles Meynier, 1810
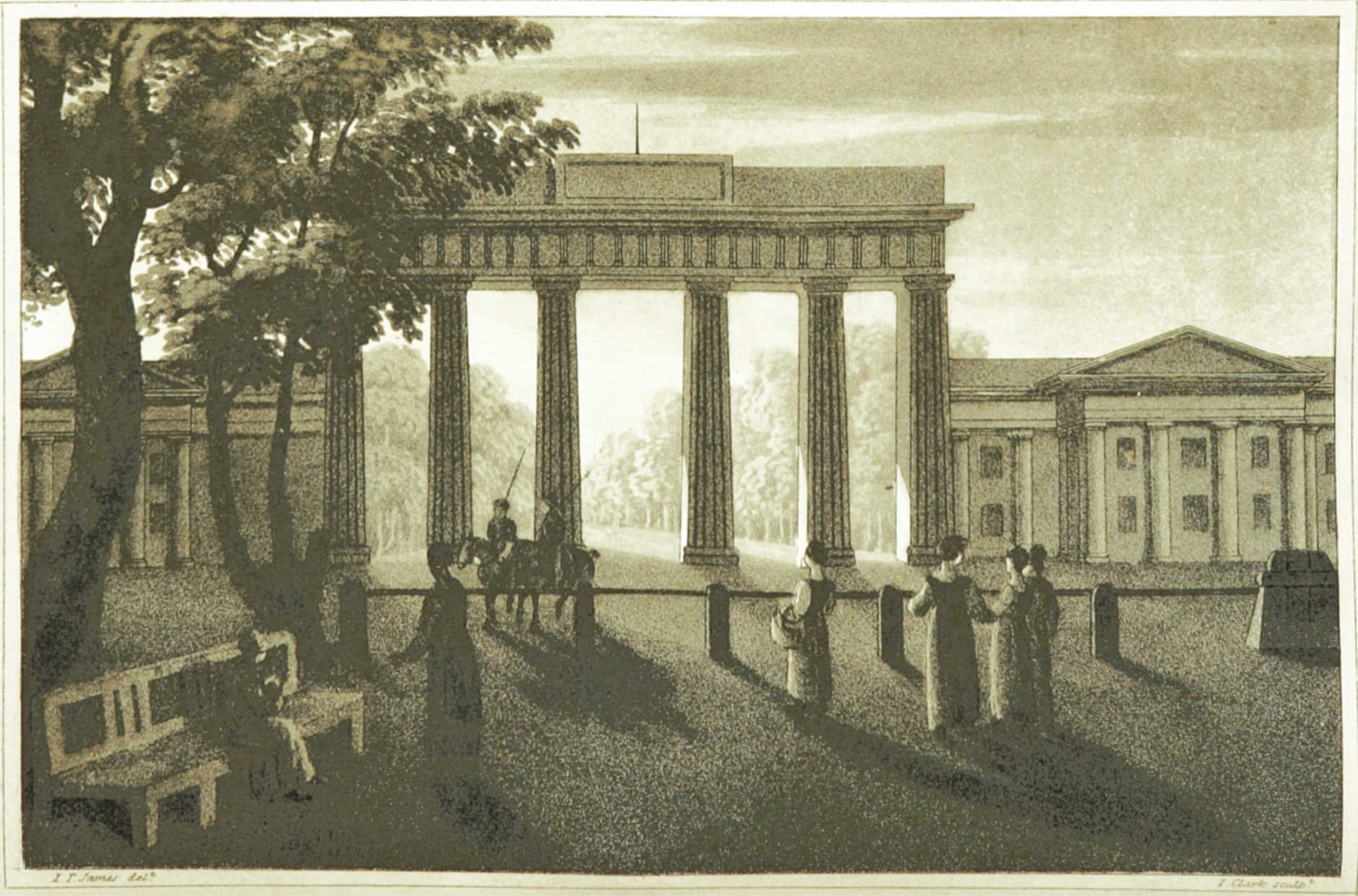
Em 1813, sem a quadriga, que só seria restaurada após a derrota de Napoleão
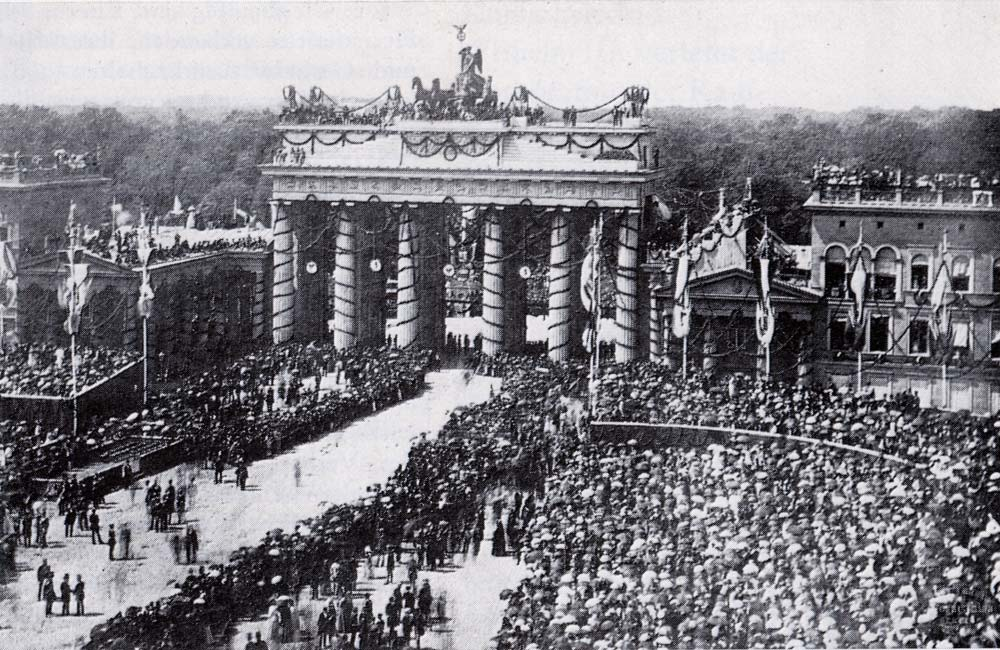
Em 1871, decorado e com tropas vitoriosas da Prússia após a Guerra Franco-Prussiana

### Alemanha Nazista e Segunda Guerra Mundial

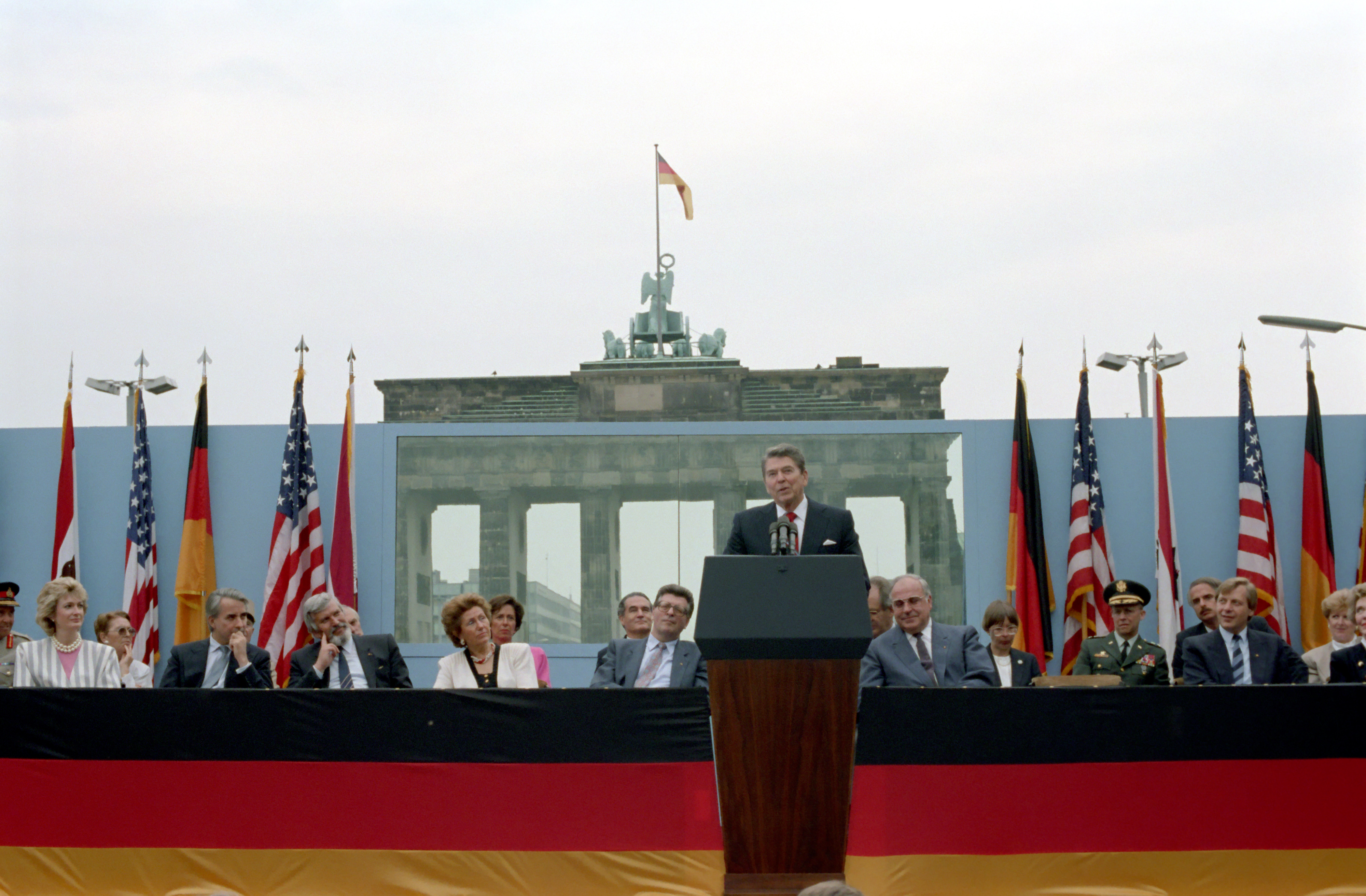
Ronald Reagan discursando na parte do Muro de Berlim junto ao portão, em 12 junho 1987, desafiando Mikhail Gorbachev a "tear down this wall!"

Quando os nazistas chegaram ao poder, usaram o portão como símbolo do partido. Como parte da transformação de Berlim na suposta “capital mundial Germânia”, o portão estava localizado no eixo leste-oeste. Um trecho de sete quilômetros entre o Portão de Brandemburgo e a Adolf-Hitler-Platz (hoje Theodor-Heuss-Platz) foi ampliado e inaugurado em 1939. No decorrer da ampliação, que nunca se concretizou, havia planos de mover as alas laterais do portão, permitindo o tráfego não só através dele, mas também ao redor.
O portão sobreviveu à Segunda Guerra Mundial e estava entre as estruturas danificadas ainda de pé na Pariser Platz em 1945 (outra era a Academia de Belas Artes). Foi fortemente atingido, com buracos de bala nas colunas e explosões próximas. A cabeça de um dos cavalos da quadriga original sobreviveu e hoje integra a coleção do Märkisches Museum. Esforços para disfarçar o bairro governamental de Berlim e confundir bombardeiros Aliados incluíram a construção de um portão de Brandemburgo réplica, longe do centro.:452

### Guerra Fria
Após a rendição da Alemanha no fim da guerra, o Portão de Brandemburgo ficou na zona de ocupação soviética, junto à fronteira com a zona ocupada pelos britânicos, que depois viria a ser a fronteira entre Berlim Leste e Berlim Oeste. Em relação à revolta de 1953 na Alemanha Oriental, três homens removeram a bandeira vermelha do topo do portão em 17 de junho de 1953, substituindo-a por uma bandeira conjunta preto-vermelho-dourada da Alemanha Oriental e Ocidental. Um deles, Wolfgang Panzer, supostamente pagou com a vida, não tendo sido mais visto.
Em 21 de setembro de 1956, os magistrados de Berlim Oriental decidiram restaurar o único portão remanescente (embora danificado) da antiga cidade. Apesar de debates e acusações mútuas, as duas partes de Berlim colaboraram na reforma. Os buracos foram tapados, mas visíveis por anos. A quadriga foi totalmente recriada com base em um molde de gesso de 1942; a reconstrução foi realizada pelo escultor Otto Schnitzer e pela fundição tradicional Hermann Noack, em Friedenau. A restauração terminou em 14 de dezembro de 1957. A Cruz de Ferro no estandarte no alto da quadriga foi substituída por uma coroa de louros, conforme a concepção original, mas a cruz voltou após a Reunificação da Alemanha, permanecendo em 2025.
Veículos e pedestres podiam circular livremente pelo portão até o dia seguinte ao início da construção do Muro de Berlim, em 13 de agosto de 1961, o “Domingo do Arame Farpado”. Berlineses ocidentais se reuniram no lado oeste do portão para protestar contra o Muro, incluindo o prefeito de Berlim Ocidental, Willy Brandt, que retornava de uma campanha eleitoral na Alemanha Ocidental naquele mesmo dia. O muro passava logo a oeste do portão, obstruindo-o durante todo o período do Muro, que terminou em 22 dezembro 1989.

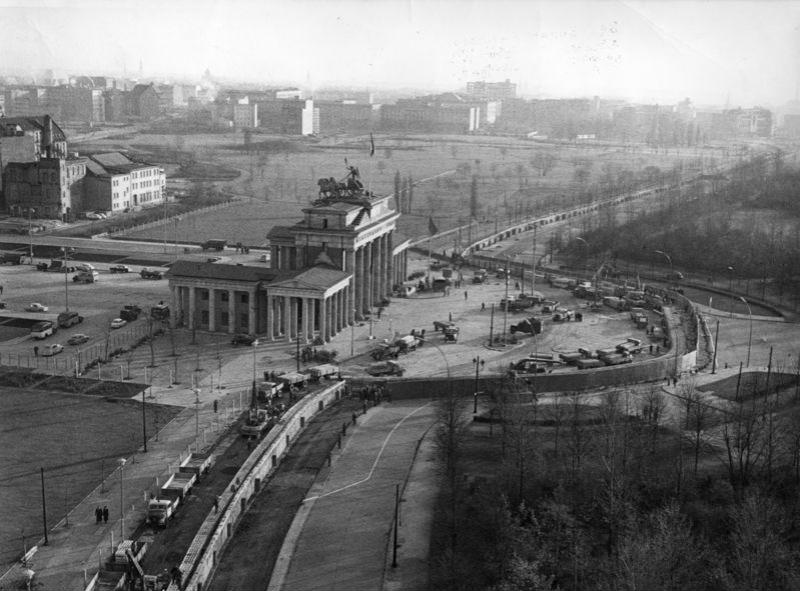
Visão aérea do Muro de Berlim perto do portão, Verão/Outono de 1961
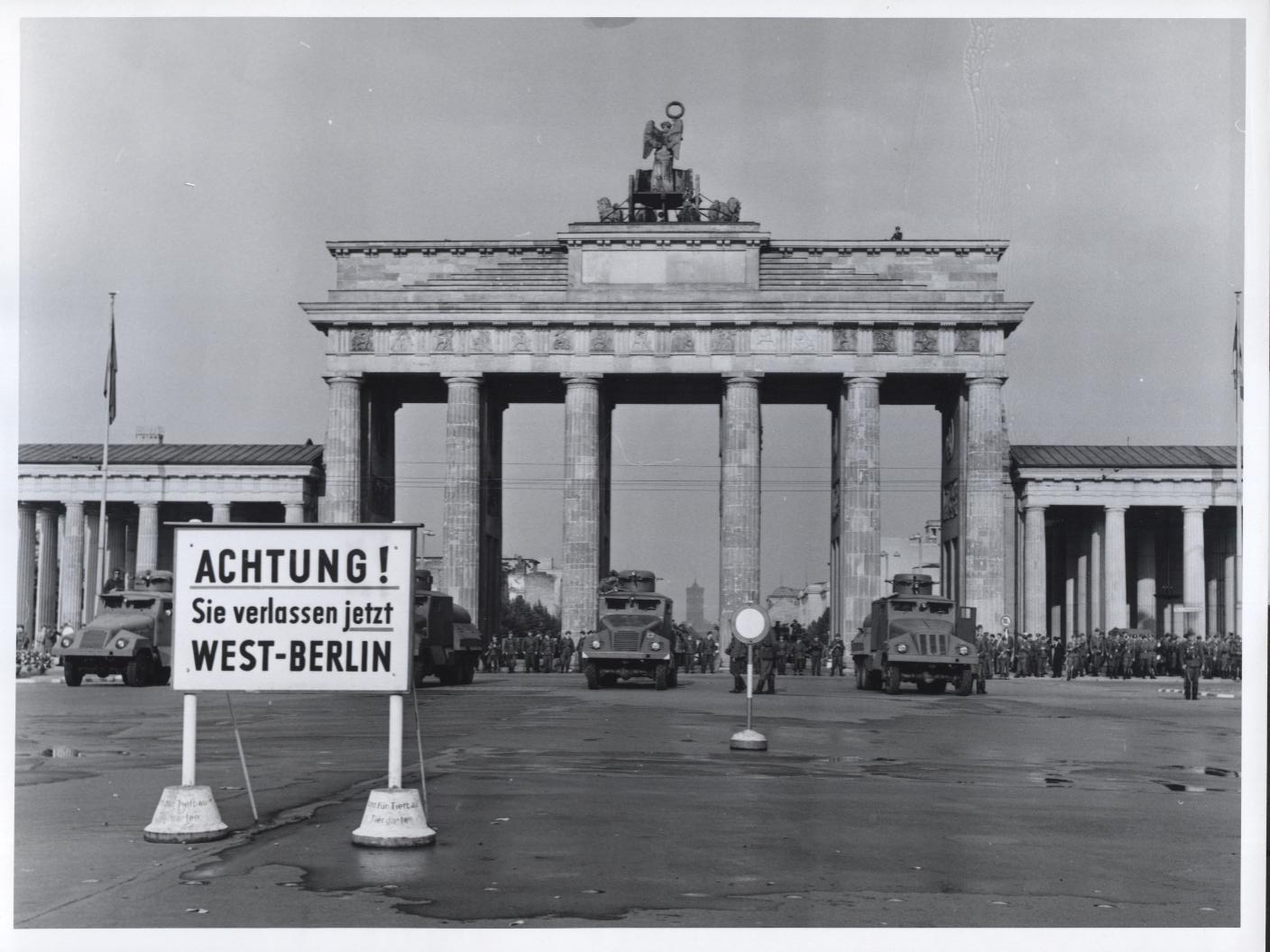
Tropas da Alemanha Oriental alinhadas ao longo da fronteira, agosto de 1961
Em 1984, os berlinenses orientais e outros eram mantidos longe do portão, podendo apenas vê-lo a essa distância.

### Pós-1989

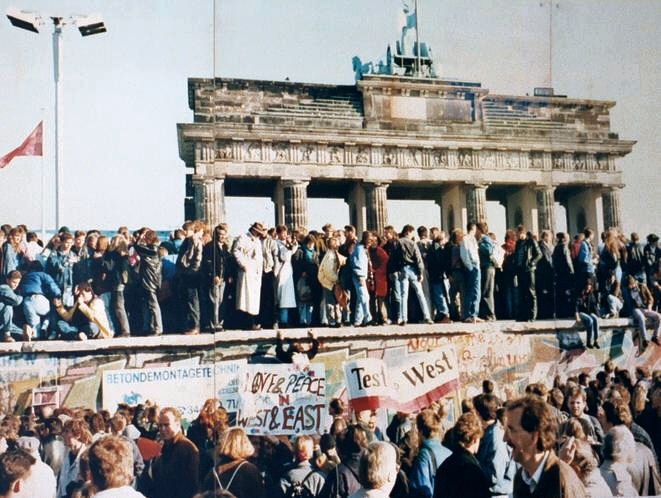
O Muro de Berlim em frente ao portão, pouco antes de sua queda em 1989

Com as Revoluções de 1989 e a derrubada do muro, o portão simbolizou liberdade e o desejo de reunificar Berlim. Milhares de pessoas se reuniram no muro para celebrar sua queda em 9 novembro 1989. Em 22 dezembro 1989, a passagem fronteiriça no Portão de Brandemburgo foi reaberta quando o chanceler da Alemanha Ocidental Helmut Kohl passou por ali para encontrar o primeiro-ministro da Alemanha Oriental Hans Modrow. A demolição do restante do muro na área ocorreu no ano seguinte. Em 1990, a quadriga foi removida do portão como parte de obras de renovação conduzidas pelas autoridades da Alemanha Oriental após a queda do muro em novembro de 1989. A Reunificação da Alemanha ocorreu oficialmente em outubro de 1990.
O Portão de Brandemburgo foi restaurado em 21 dezembro 2000, com recursos privados de €6 milhões. Foi reaberto em 3 outubro 2002, após ampla restauração, para o 12º aniversário da reunificação alemã. Na ocasião, o escritório berlinense Kardorff Ingenieure desenvolveu um novo conceito de iluminação que destaca o portão como o principal edifício da Pariser Platz.
O Portão de Brandemburgo foi o centro das celebrações do 20º aniversário da queda do Muro de Berlim, o “Festival da Liberdade”, na noite de 9 novembro 2009. O ponto alto da festa foi a derrubada de mais de 1.000 peças de dominós de espuma, cada uma com mais de 2,5 metres (8 ft 2 in), alinhadas pelo traçado do muro no centro da cidade. Esses “dominós” foram derrubados em etapas, convergindo no portão.
Atualmente, o Portão de Brandemburgo está novamente fechado ao tráfego de veículos, e grande parte da Pariser Platz tornou-se uma área para pedestres pavimentada com paralelepípedos. O portão, junto com a ampla Straße des 17. Juni, é uma área pública em Berlim onde mais de um milhão de pessoas podem se reunir para ver shows em palcos ou eventos esportivos exibidos em grandes telões, ou ainda a queima de fogos à meia-noite no Réveillon. Depois de vencer a Copa do Mundo FIFA de 2014, a Seleção Alemã de Futebol realizou sua comemoração de vitória diante do portão.
Também já sediou eventos de rua no Campeonato Mundial de Atletismo de 2009 e cumpriu papel semelhante no Campeonato Europeu de Atletismo de 2018. É igualmente o local usual da linha de chegada da Maratona de Berlim.

Tráfego passando pelo portão nos anos 1990
Com a Pariser Platz em 2005, após restauração e abertura para pedestres
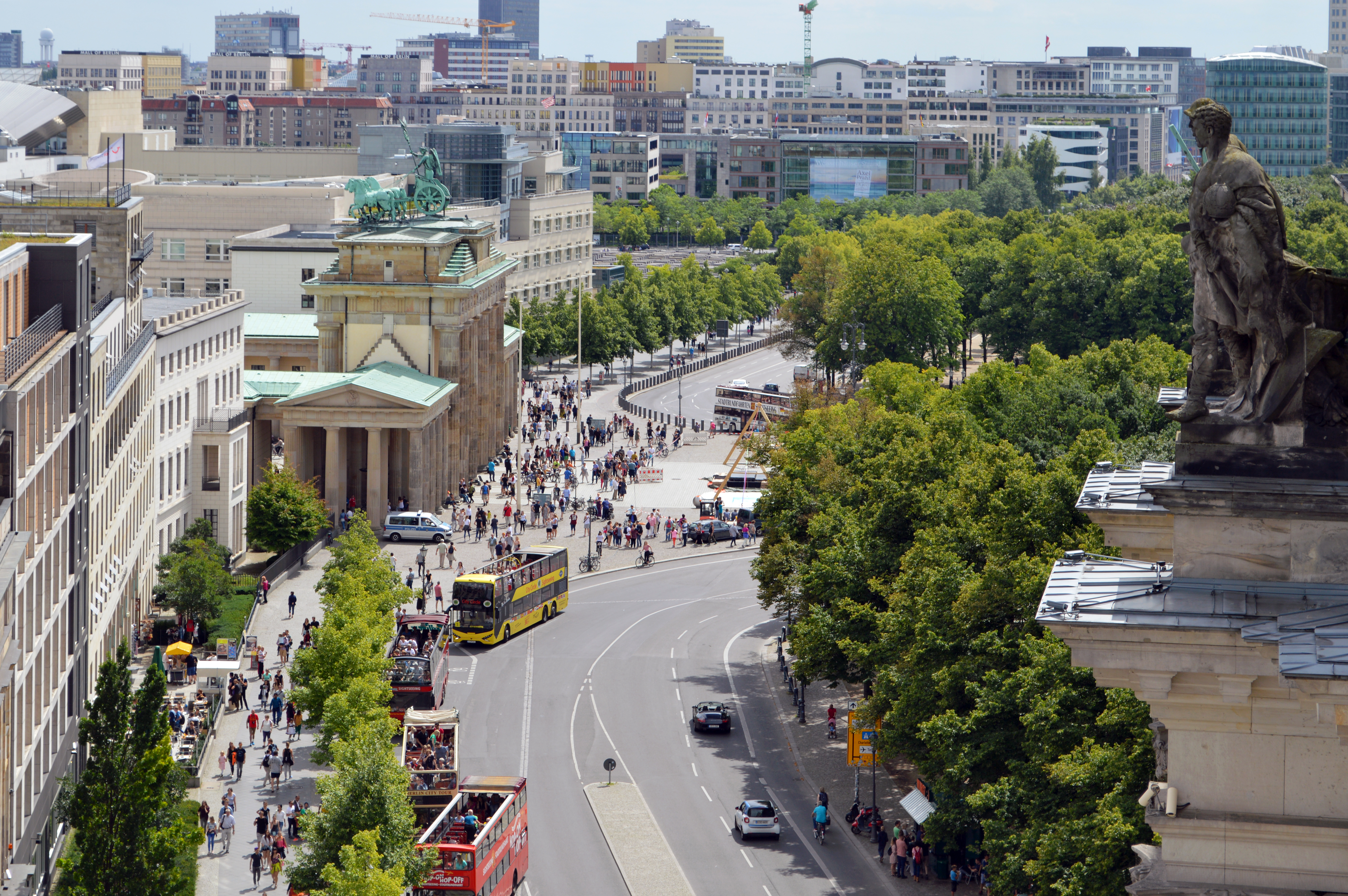
Vista a partir do terraço do Edifício do Reichstag

## História política

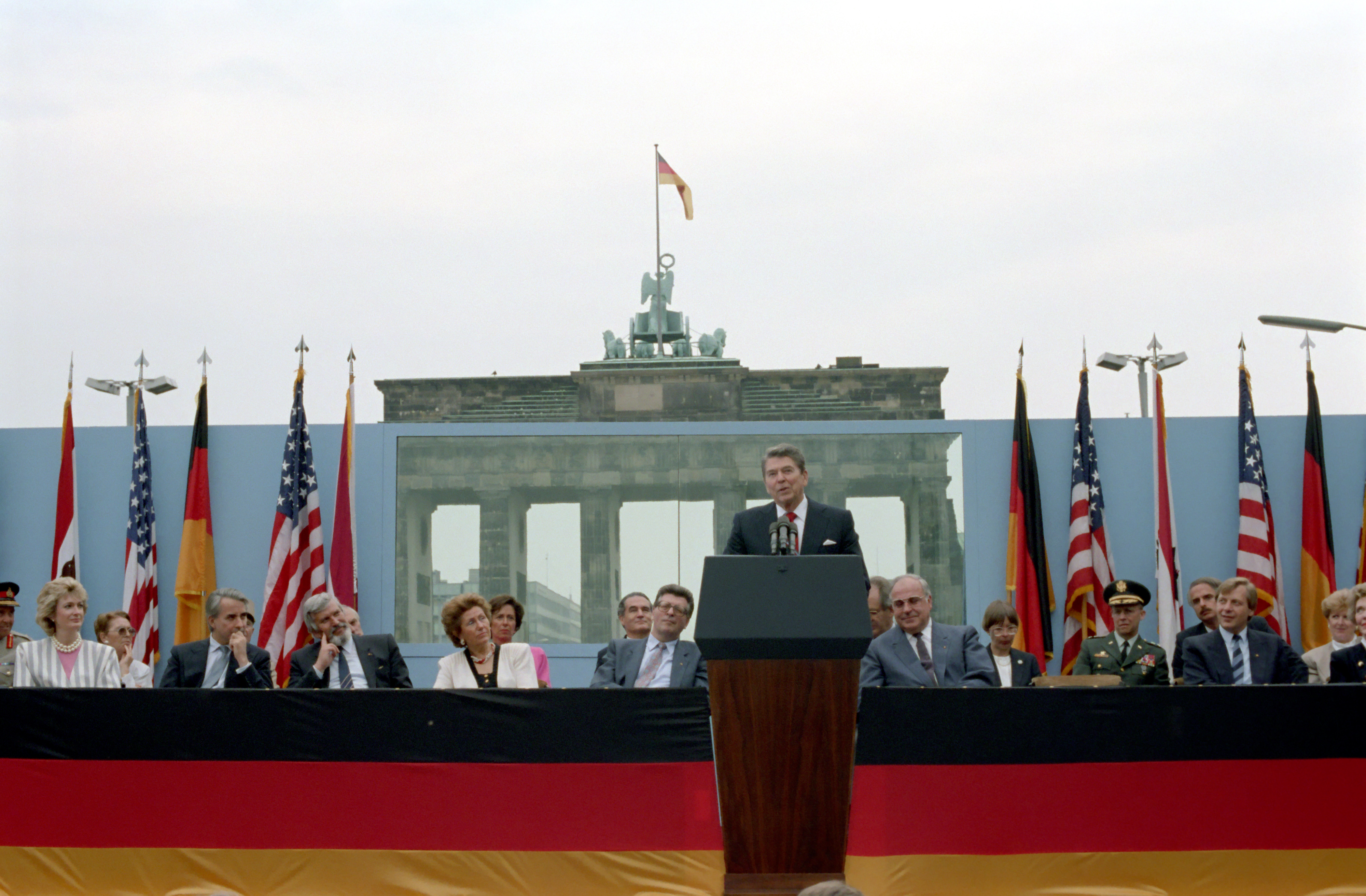
Ronald Reagan discursando na parte do Muro de Berlim junto ao portão, em 12 junho 1987, desafiando Mikhail Gorbachev: "tear down this wall!"

Uma bandeira soviética tremulou no mastro sobre o portão de 1945 a 1957, quando foi substituída por uma bandeira da Alemanha Oriental. Desde a reunificação alemã em 1990, a bandeira e o mastro foram removidos. Durante a revolta de 1953 na Alemanha Oriental, a bandeira soviética foi arrancada por alemães ocidentais.
Em 1963, o presidente norte-americano John F. Kennedy visitou o Portão de Brandemburgo. Os soviéticos penduraram grandes faixas vermelhas nele para impedi-lo de ver Berlim Oriental.
Na década de 1980, condenando a existência de dois Estados e duas Berlim, o prefeito de Berlim Ocidental Richard von Weizsäcker declarou: “A Questão Alemã permanece em aberto enquanto o Portão de Brandemburgo estiver fechado”. Em 12 junho 1987, o presidente dos EUA Ronald Reagan discursou para o público de Berlim Ocidental junto ao Portão de Brandemburgo, exigindo a demolição do Muro de Berlim. Dirigindo-se ao Secretário-geral do Partido Comunista da União Soviética, Mikhail Gorbachev, Reagan declarou: 
Secretário-geral Gorbachev, se você busca a paz, se você busca a prosperidade para a União Soviética e a Europa Oriental, se você busca a liberalização: Venha aqui para este portão! Sr. Gorbachev, abra este portão! Sr. Gorbachev, derrube este muro!
Em 25 dezembro 1989, menos de dois meses após o início do desmantelamento do muro, o maestro Leonard Bernstein regeu a Orquestra Filarmônica de Berlim em uma versão da Nona Sinfonia de Beethoven no Portão de Brandemburgo, recém-reaberto. No movimento final, o "Hino à Alegria", a palavra Freude (“Alegria”) foi substituída por Freiheit (“Liberdade”) para celebrar a queda do muro e a iminente reunificação da Alemanha.
Em 2–3 outubro 1990, o Portão de Brandemburgo foi palco da cerimônia oficial para marcar a reunificação da Alemanha. À meia-noite de 3 outubro, a bandeira preto-vermelho-dourada da Alemanha Ocidental — então a bandeira da Alemanha reunificada — foi hasteada sobre o portão.
Em 12 julho 1994, o presidente norte-americano Bill Clinton discursou no Portão de Brandemburgo sobre a paz na Europa pós-Guerra Fria.
Em 9 novembro 2009, a chanceler Angela Merkel atravessou o Portão de Brandemburgo com Mikhail Gorbachev, da Rússia, e Lech Wałęsa, da Polônia, como parte das comemorações dos 20 anos da queda do Muro de Berlim.
Em 13 agosto 2011, a Alemanha marcou o 50º aniversário do início da construção do Muro com uma cerimônia e um minuto de silêncio em memória dos que morreram tentando fugir para o Ocidente. “É nossa responsabilidade conjunta manter viva essa memória e passá-la às próximas gerações, para que tal injustiça jamais aconteça de novo”, disse o prefeito de Berlim Klaus Wowereit. A chanceler Angela Merkel — que cresceu atrás do muro na parte oriental comunista — também participou da comemoração. O presidente alemão Christian Wulff acrescentou: “Ficou mais uma vez comprovado: no fim, a liberdade é invencível. Nenhum muro pode resistir para sempre ao anseio pela liberdade”.
Em 19 junho 2013, o presidente norte-americano Barack Obama discursou no portão sobre redução de armas nucleares e as atividades de vigilância pela internet recentemente reveladas nos EUA.
Na noite de 5 janeiro 2015, as luzes que iluminavam o portão foram completamente desligadas em protesto contra uma manifestação do grupo de extrema-direita anti-islâmico Pegida.
Em abril de 2017, o jornal Die Zeit notou que o portão não foi iluminado com as cores russas após o atentado no metrô de São Petersburgo em 2017. O portão já havia sido iluminado após ataques em Jerusalém e Orlando. O Senado de Berlim só autoriza a iluminação do portão para eventos em cidades-irmãs ou com relação especial a Berlim.

Em fevereiro de 2022, o portão foi iluminado com as cores da Bandeira da Ucrânia, durante a invasão russa da Ucrânia em 2022. Uma vigília à luz de velas também aconteceu em frente ao portão durante o 31º Dia da Independência da Ucrânia.

Iluminações em demonstrações de solidariedade do povo alemão
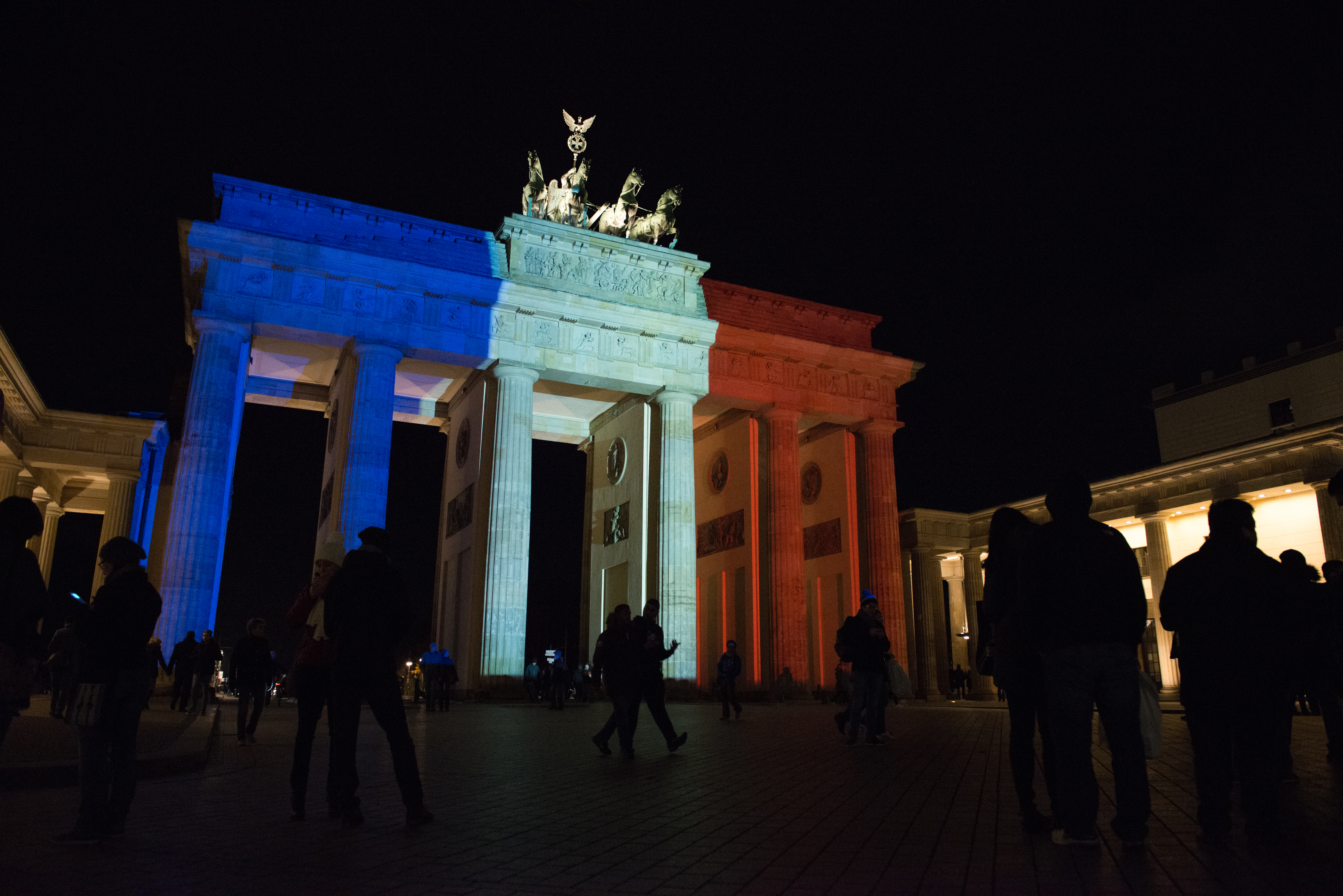
Iluminado com as cores da Bandeira da França após os atentados de novembro de 2015 em Paris
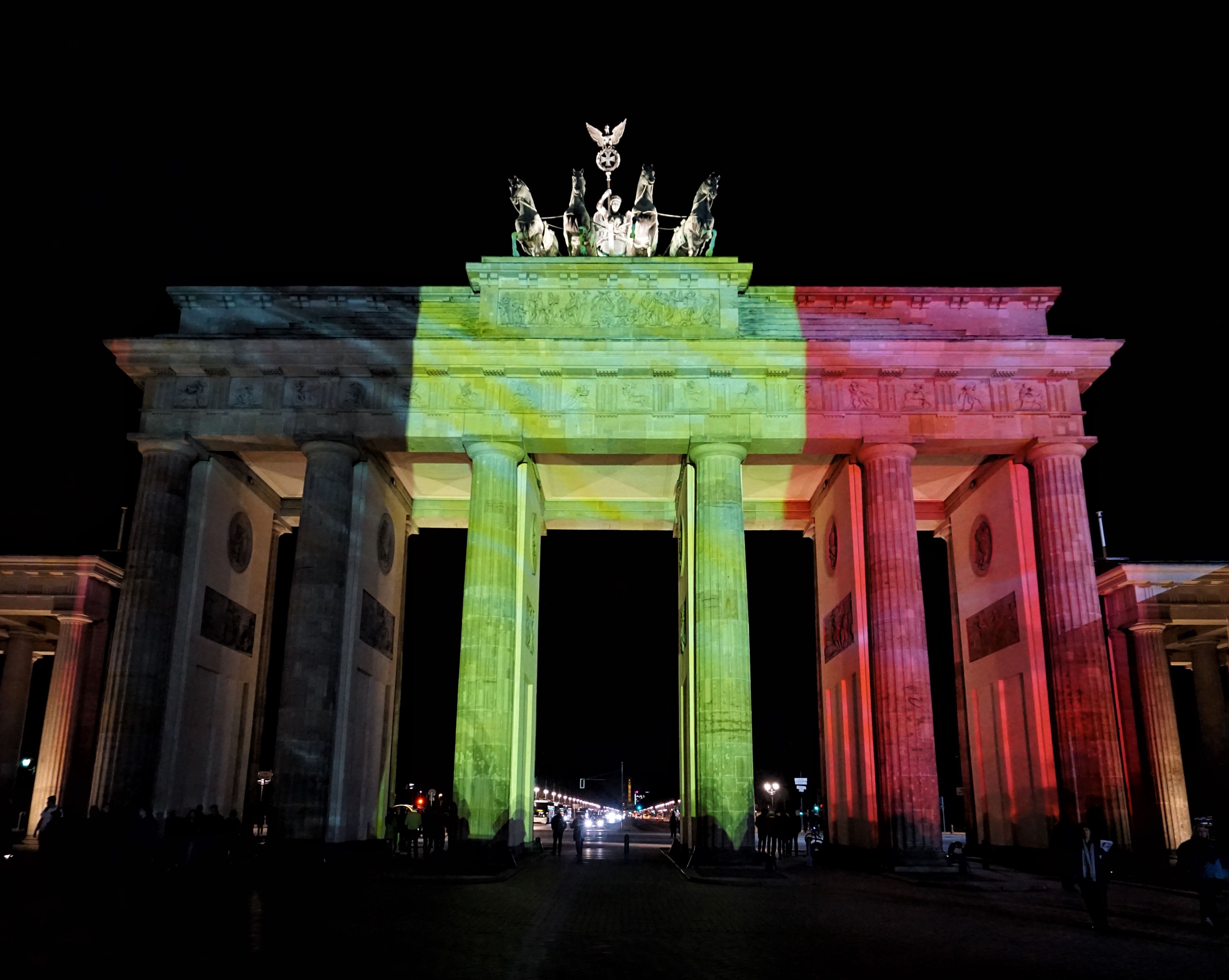
Iluminado com as cores da Bandeira da Bélgica após os atentados de 22 de março de 2016 em Bruxelas
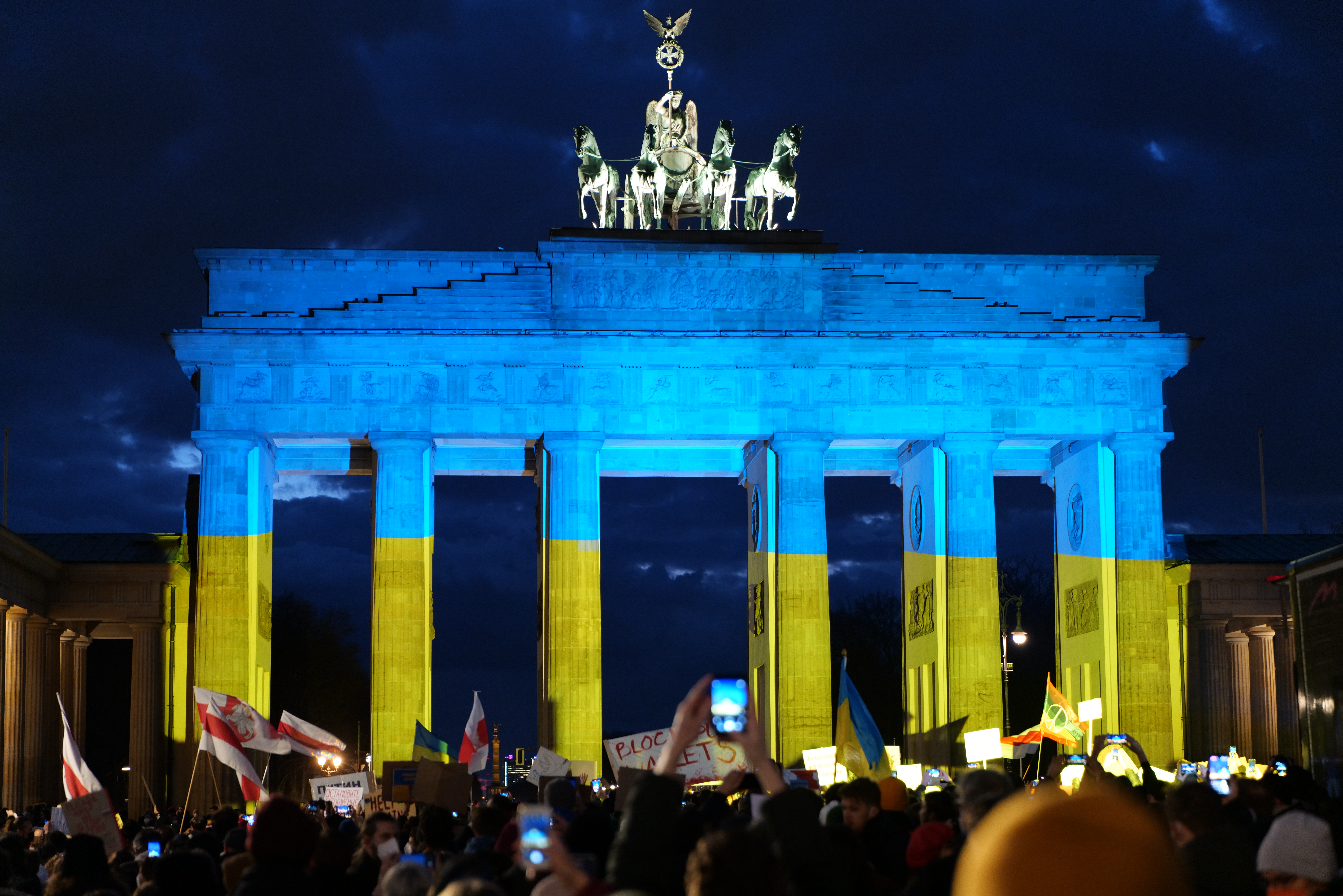
Iluminado com as cores da Bandeira da Ucrânia durante um protesto de solidariedade, 24 de fevereiro de 2022

## Vandalismo

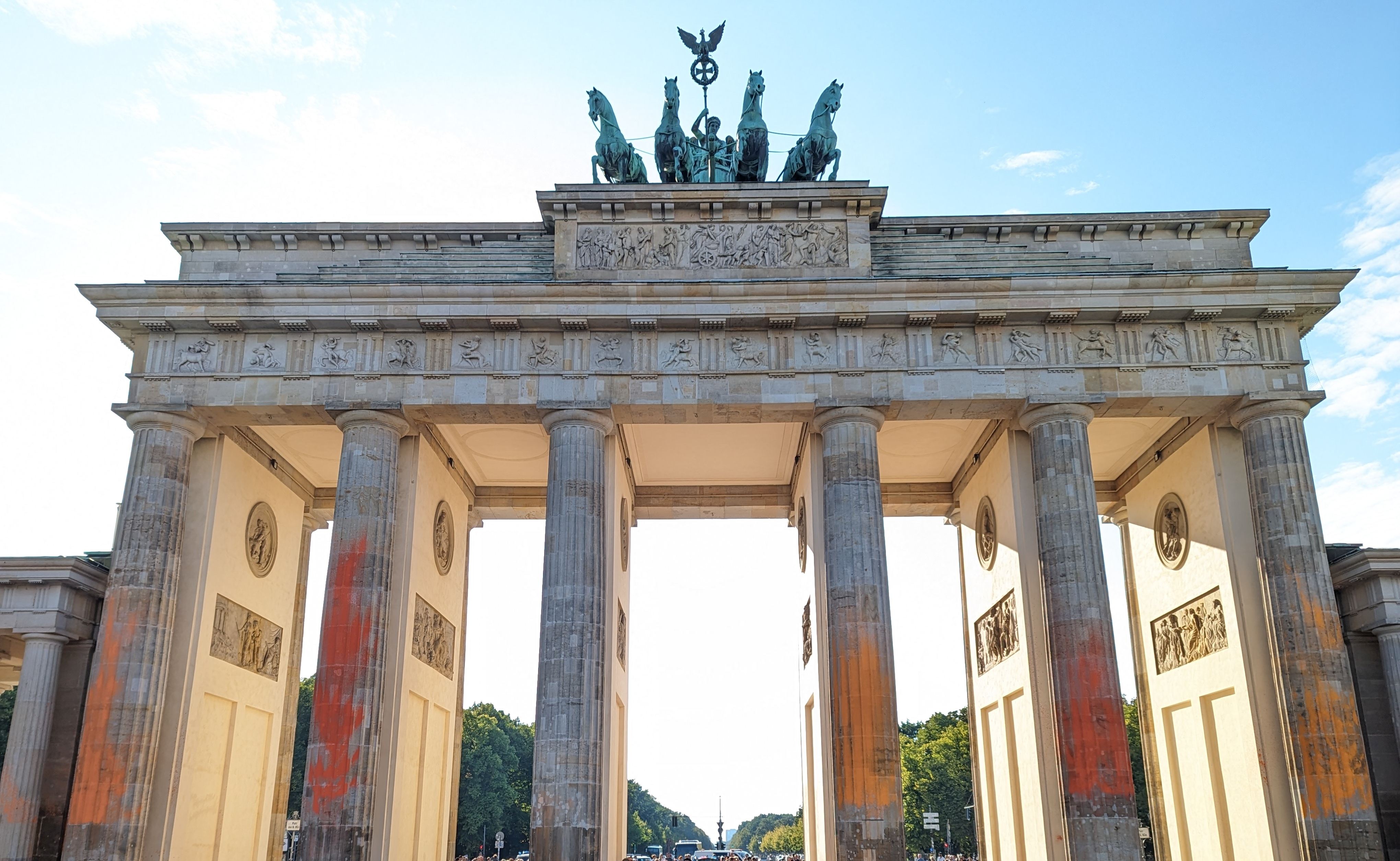
Vandalizado por ativistas do Last Generation com tinta laranja, 17 setembro 2023

Em 17 setembro 2023, ativistas climáticos alemães do movimento ambiental Last Generation usaram extintores de incêndio para borrifar tinta laranja nas colunas do Portão de Brandemburgo. Quatorze pessoas ligadas ao ato foram detidas pela Polícia de Berlim. O prefeito de Berlim, Kai Wegner, criticou os métodos, dizendo que “ultrapassam formas legítimas de protesto”. O prefeito afirmou: “Com essas ações, esse grupo não apenas danifica o histórico Portão de Brandemburgo, mas também nosso livre debate sobre as questões importantes de nosso tempo e futuro”.